# 1951年鐵路
此條目列出1951年發生有關鐵路運輸的事件。

## 事件

### 2月
- 2月25日：芝加哥第二條地鐵路線密爾沃基－迪爾伯恩－國會地鐵（英语：Milwaukee–Dearborn subway）（6.0公里）通車[1]。

### 4月
- 4月24日：發生櫻木町事故，造成106人死亡。

### 8月
- 8月20日：金浦線通車。

### 9月
- 9月11日：內灣線通車。

### 11月
- 11月12日：土讚本線全線通車。

### 12月
- 12月5日：津輕線通車。
- 12月12日：赤穗線通車。
- 12月17日：岩島鐵路將所有芝加哥的通勤列車由蒸汽機車更換成柴油機車。
- 12月20日：大阪市營地下鐵1號線（現為大阪市高速電氣軌道御堂筋線）由天王寺站延長至昭和町站。